# Teatro Cajigal
El Teatro Cajigal és una teatre de la ciutat de Barcelona, (Veneçuela), al carrer Freites, a la carrera 15 de Carabobo, davant de la plaça Rolando, a l'estat d'Anzoátegui. És una construcció del segle xix, d'estil neoclàssic. Té una capacitat de 300 espectadors. Va començar a construir-se l'any 1894 i la inauguració va ser el 21 de febrer de 1895, en honor del mariscal d'Ayacucho.